# Élections législatives santoméennes de 1991
Les élections législatives santoméennes de 1991 se déroulent le 20 janvier 1991 à Sao Tomé-et-Principe. Il s'agit des premières élections multipartites, conformément aux résultats d'un référendum organisé l'année précédente.
Le résultat est une victoire du Parti de convergence démocratique - Groupe de réflexion, obtenant 33 sièges sur 55 à l'Assemblée nationale, battant l'ancien parti unique, le Mouvement pour la libération de Sao Tomé-et-Principe – Parti social-démocrate. Le taux de participation est de 77,1 %.

## Contexte
Les partis politiques candidats à ces élections sont le Mouvement pour la libération de Sao Tomé-et-Principe – Parti social-démocrate (MLSTP-PSD), l'ancien parti unique, le Parti de convergence démocratique - Groupe de réflexion (PCD-GR), un parti formé par des dissidents du précédent parti et d'indépendants, la Coalition démocratique de l'opposition, regroupement de plusieurs partis d'oppositions exilés à Lisbonne et le Front chrétien-démocrate (en), créé en 1988. La crise économique est un des principaux sujets évoqués dans la campagne électorale.

## Résultats
Les élections, jugées transparentes, libres et équitables aboutissent à la victoire du PCD-GR. Aucun parti ne conteste les résultats. La défaite du MLSTP-PSD est imputée aux problèmes économiques du pays. Un gouvernement de transition, dirigé par Daniel Daio, est installé en février en attendant l'élection présidentielle qui se tient en mars de la même année.
| Parti | Parti                                                                         | Voix   | %    | Sièges |
| ----- | ----------------------------------------------------------------------------- | ------ | ---- | ------ |
|       | Parti de convergence démocratique - Groupe de réflexion                       | 21 535 | 54,4 | 33     |
|       | Mouvement pour la libération de Sao Tomé-et-Principe – Parti social-démocrate | 12 090 | 30,5 | 21     |
|       | Coalition démocratique de l'opposition                                        | 2 071  | 5,0  | 1      |
|       | Front chrétien-démocrate (en)                                                 | 598    | 1,5  | 0      |
|       | Blancs/Nuls                                                                   | 3 171  | 8,6  | 0      |
|       | Total                                                                         | 39 605 | 100  | 55     |